# Give Me a Sailor
Give Me a Sailor (Brasil: Quero um Marido ) é um filme estadunidense de 1938, do gênero comédia, dirigido por Elliott Nugent e estrelado por Martha Raye e Bob Hope. A canção What Goes On Here in My Heart?, de Ralph Rainger e Leo Robin, cantada por Betty Grable e Jack Whiting, fez sucesso.
Apesar de Hope brilhar em alguns momentos, neste que é seu terceiro trabalho no cinema, o filme pertence claramente a Martha Raye.

## Sinopse
Jim e Walter Brewster são irmãos, alistados na Marinha. Ambos amam a bela Nancy Larkin e, quando Walter diz que vai propor-lhe casamento, Jim pede a Letty, a irmã feia de Nancy, que o ajude a sabotar o noivado. Acontece que Letty ama Walter… e Nancy ama quem? Jim…

## Elenco
| Ator/Atriz            | Personagem      |
| --------------------- | --------------- |
| Martha Raye           | Letty Larkin    |
| Bob Hope              | Jim Brewster    |
| Betty Grable          | Nancy Larkin    |
| Jack Whiting          | Jack Brewster   |
| Clarence Kolb         | Capitão Tallant |
| J.C. Nugent           | Senhor Larkin   |
| Bonnie Jean Churchill | Ethel Brewster  |
| Nana Bryant           | Minnie Brewster |